# Isenheimský oltář

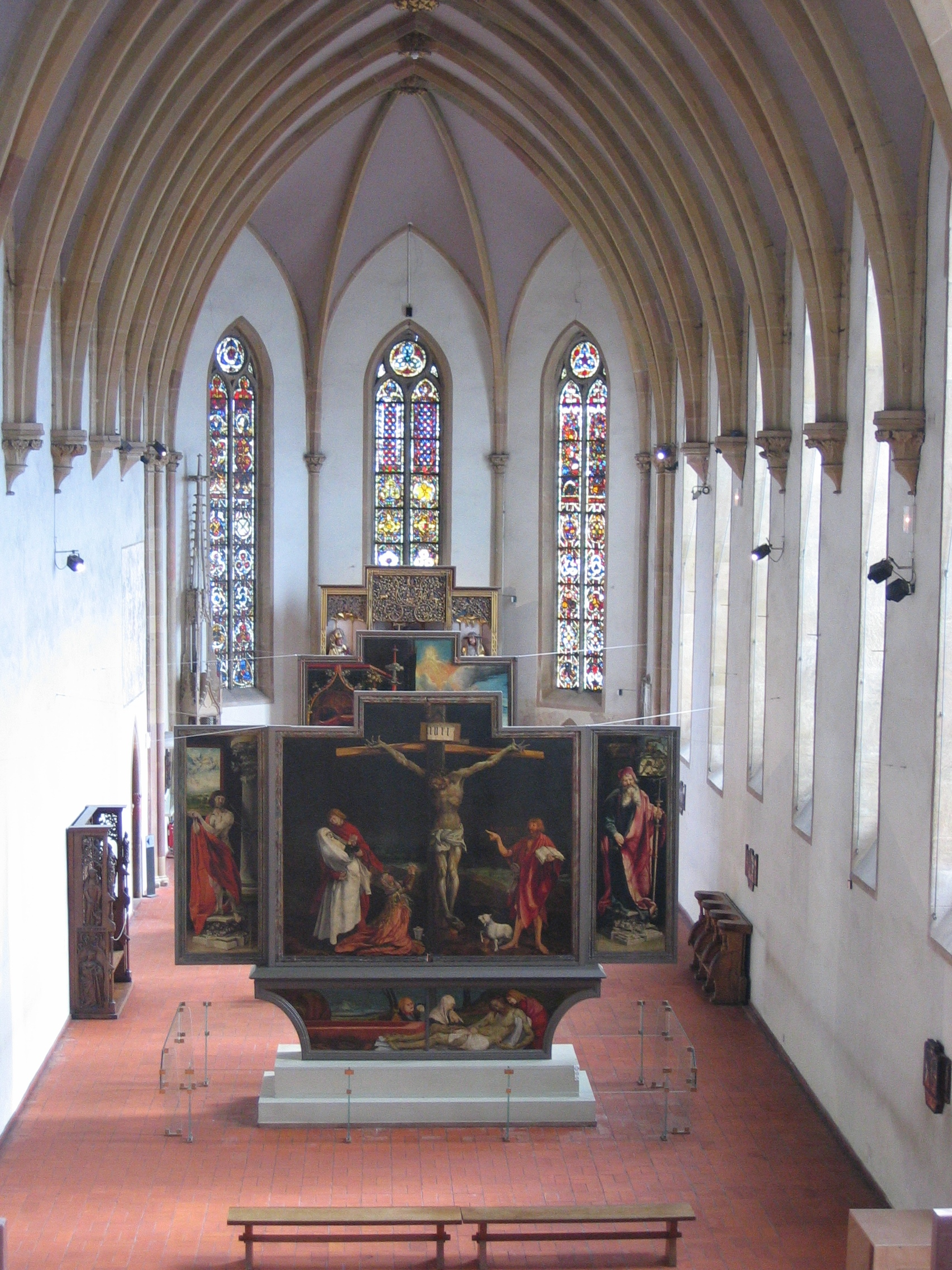
Kaple z let 1262–1269 s oltářem

Isenheimský oltář je nejvýznamnějším a současně také nejrozměrnějším dílem německého renesančního malíře a představitele pozdně gotického expresívního spiritualismu Matthiase Grünewalda (kolem 1470–1528). Oltář, jenž patří k nejvýznačnějším dílům světového malířství, a který umělec zhotovil v letech 1513–1515, je kombinací sochařství a malířství s dokonalým zobrazením výrazu a lidského těla v pohybu.
Grünewald jej vytvořil na zakázku preceptora Guida Guersiho pro hlavní oltář bratrstva sv. Antonína v alsaském Isenheimu nedaleko Colmaru. Mniši zdejšího kláštera zasvěceného právě sv. Antonínovi se věnovali léčení nemocných, zejména lidí postižených ergotismem, jehož příznaky nesou jednotlivé postavy na oltáři včetně ukřižovaného Krista.

## Kompozice
Autoři oltáře kombinují v souladu s pozdně gotickou tradicí křídlových oltářů malbu s řezbou, malba zde však má mnohem větší podíl. Oltář má dvojitá křídla, jež umožňují tři různé konfigurace. Při uzavřeném oltáři je vidět scénu Ukřižování, na křídlech ji doprovází vyobrazení svatého Antonína a svatého Šebestiána, ve kterém někteří badatelé spatřují Grünewaldův autoportrét. Na predelle ve spodní části se nachází scéna Oplakávání Krista, jež zůstává viditelná i při prvním otevření.
Zavřený oltář vyjadřuje mystérium oběti. Uprostřed vidíme, zmučené Kristovo tělo, vlevo podpírá svatý Jan Evangelista omdlévající Pannu Marii. Pod křížem klečí a spíná k Ukřižovanému ruce svatá Máří Magdaléna. Vpravo stojí svatý Jan Křtitel s beránkem a ukazuje na Spasitele.
Sochařská práce, která je dílem Niklause von Hagenaua, se objeví teprve při rozevření skříně. Na rozdíl od středověkých oltářů, jež byly rozděleny na jednotlivá pole se samostatnými výjevy, se před námi v případě Isenheimského oltáře odehrává jednotný výjev viděný z jediného bodu a ve společném prostoru. První otevření ostře kontrastuje se zavřeným oltářem. Ve veselých barvách jsou zde líčeny nejpodstatnější okamžiky Kristova života – Zvěstování Panně Marii na levém křídle, Narození Páně uprostřed a Zmrtvýchvstání na pravém křídle. K nejoblíbenějším madonám německé renesanční malby patří postavička Panny Marie která vychází z chrámu za doprovodu andělské hudby a je zahalena zlatým božím mrakem. „Neposkvrněné početí symbolizují růžový keř bez trnů, uzavřená zahrada a benátské sklo.“
Při druhém otevření se před námi objeví výjev Pokušení svatého Antonína a setkání sv. Antonína s poustevníkem Pavlem. Grünewald se zde představuje jako pozdně gotický fantaskní malíř. „Mocí své fantazie, vynalézavostí, schopností spojovat zdánlivě k sobě nepatřící věci, magickým účinkem barev a sugestivním působením akce se k jeho Pokušeni sv. Antonína přiblížili jen někteří surrealisté.“

## Současnost
V současné době je Isenheimský oltář umístěn v Colmaru v  Muzeu Unterlinden na východě Francie v Alsasku. Jeho části jsou rozloženy a opatrně rozřezány, aby bylo možné prohlédnout si všechny tři pozice samostatně.

## Galerie

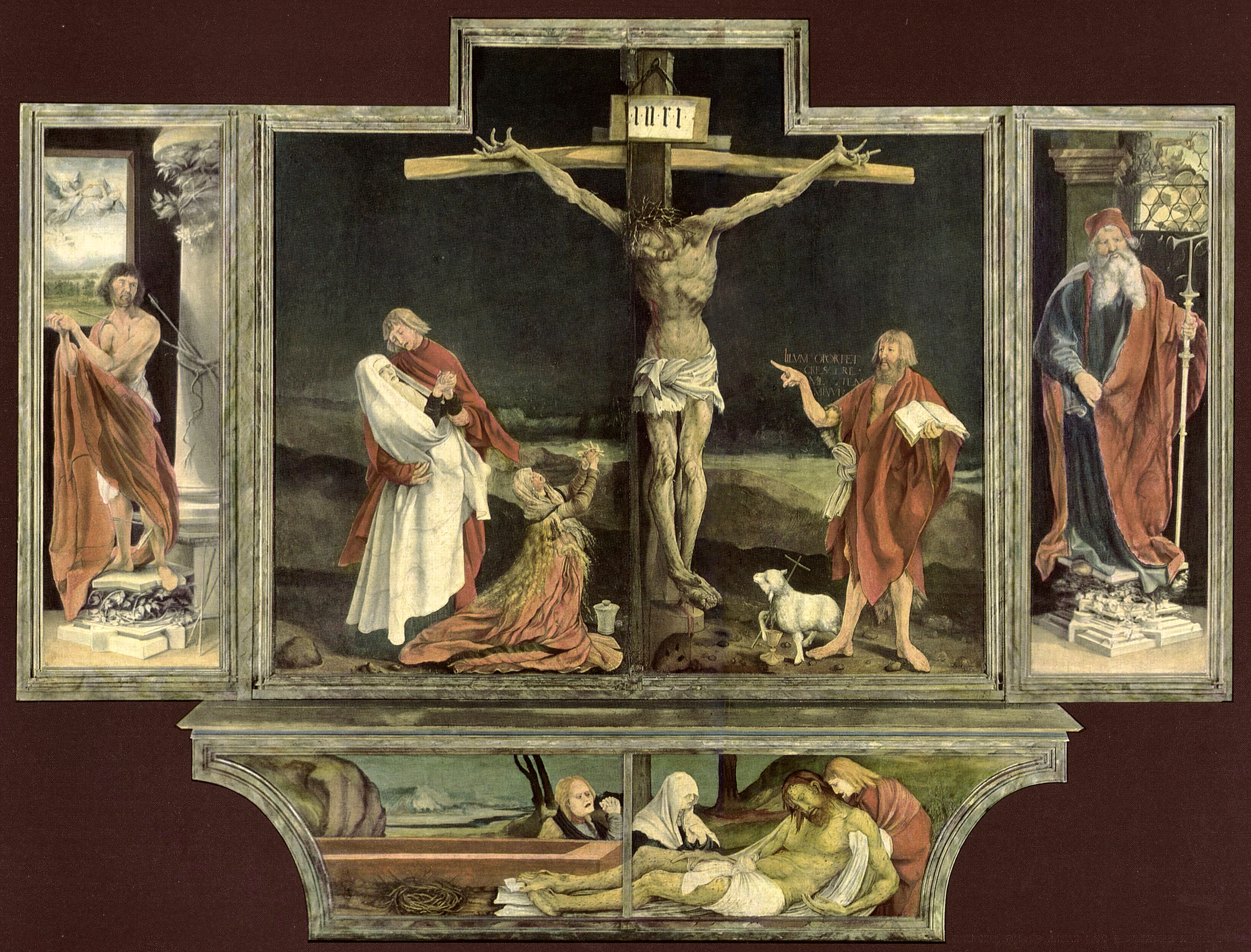
Isenheimský oltář – uzavřený
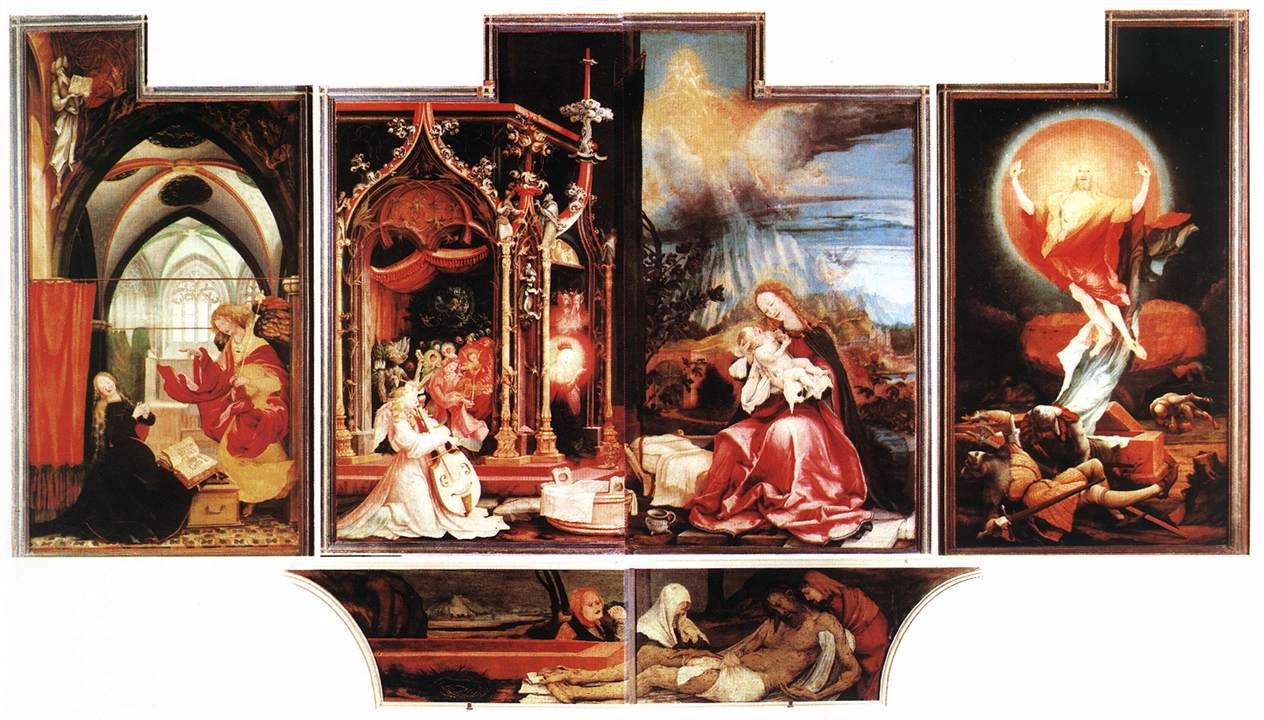
Isenheimský oltář – první otevření
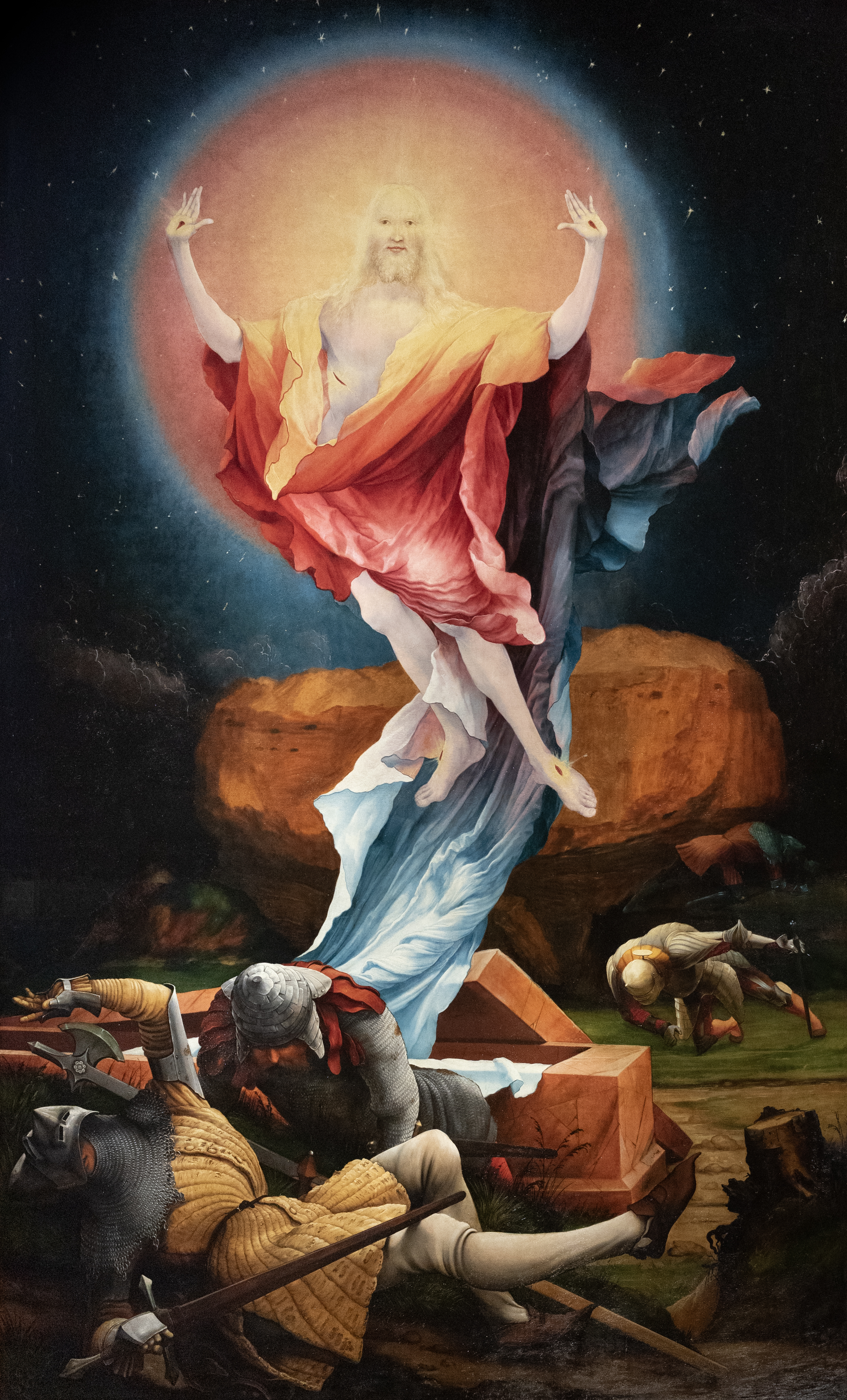
Isenheimský oltář: Zmrtvýchvstání
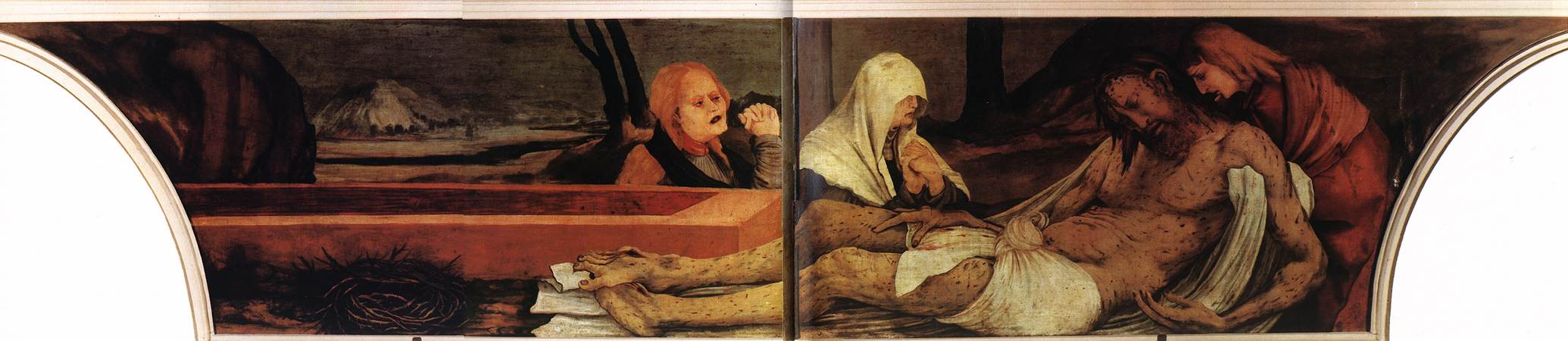
Isenheimský oltář: predella